# 瀬谷 (横浜市)
瀬谷（せや）は、神奈川県横浜市瀬谷区の地名。現行行政地名は瀬谷一丁目から瀬谷六丁目。住居表示未実施区域。

## 地理
瀬谷区の中央部に位置し、東で二ツ橋町・相沢に、南で南台・橋戸に、北で本郷・中央・瀬谷町に、境川を隔て西で大和市に、それぞれ隣接する。

### 地価
住宅地の地価は、2025年（令和7年）1月1日の公示地価によれば、神奈川県横浜市瀬谷区瀬谷5-28-81の地点で22万円/m²となっている。

## 歴史

### 沿革
- 1984年（昭和59年）8月6日 - 町界町名地番整理事業の施行にともない、瀬谷町を分離し、瀬谷四丁目、瀬谷五丁目、瀬谷六丁目を新設。
- 1984年（昭和59年）11月5日 - 町界町名地番整理事業の施行にともない、瀬谷一丁目、瀬谷二丁目、瀬谷三丁目を新設[7][8]。

### 地名の由来
町名は「瀬谷」の名称を残したいとの地元要望により「瀬谷」を採った。

## 世帯数と人口
2025年（令和7年）1月31日現在（横浜市発表）の世帯数と人口は以下の通りである。
| 丁目       | 世帯数    | 人口     |
| ---------- | --------- | -------- |
| 瀬谷一丁目 | 569世帯   | 1,111人  |
| 瀬谷二丁目 | 1,236世帯 | 2,497人  |
| 瀬谷三丁目 | 686世帯   | 1,320人  |
| 瀬谷四丁目 | 2,052世帯 | 3,662人  |
| 瀬谷五丁目 | 1,263世帯 | 2,465人  |
| 瀬谷六丁目 | 582世帯   | 1,209人  |
| 計         | 6,388世帯 | 12,264人 |

### 人口の変遷
国勢調査による人口の推移。
| 年                 | 人口   |
| ------------------ | ------ |
| 1995年（平成7年）  | 12,397 |
| 2000年（平成12年） | 11,981 |
| 2005年（平成17年） | 12,172 |
| 2010年（平成22年） | 11,915 |
| 2015年（平成27年） | 11,933 |
| 2020年（令和2年）  | 12,146 |

### 世帯数の変遷
国勢調査による世帯数の推移。
| 年                 | 世帯数 |
| ------------------ | ------ |
| 1995年（平成7年）  | 4,982  |
| 2000年（平成12年） | 5,033  |
| 2005年（平成17年） | 5,238  |
| 2010年（平成22年） | 5,233  |
| 2015年（平成27年） | 5,483  |
| 2020年（令和2年）  | 5,832  |

## 学区
市立小・中学校に通う場合、学区は以下の通りとなる（2024年11月時点）。
| 丁目       | 番・番地等                                                               | 小学校               | 中学校             |
| ---------- | ------------------------------------------------------------------------ | -------------------- | ------------------ |
| 瀬谷一丁目 | 全域                                                                     | 横浜市立二つ橋小学校 | 横浜市立東野中学校 |
| 瀬谷二丁目 | 8〜11番地 29番地の5・6 30番地の1〜6 30番地の9・11・12 30番地の14〜48番地 | 横浜市立二つ橋小学校 | 横浜市立東野中学校 |
| 瀬谷二丁目 | 1〜7番地 12番地〜29番地の4 29番地の7・8 30番地の7・8・10・13 49〜52番地  | 横浜市立瀬谷小学校   | 横浜市立瀬谷中学校 |
| 瀬谷三丁目 | 全域                                                                     | 横浜市立瀬谷小学校   | 横浜市立瀬谷中学校 |
| 瀬谷四丁目 | 全域                                                                     | 横浜市立瀬谷小学校   | 横浜市立瀬谷中学校 |
| 瀬谷五丁目 | 全域                                                                     | 横浜市立大門小学校   | 横浜市立瀬谷中学校 |
| 瀬谷六丁目 | 全域                                                                     | 横浜市立大門小学校   | 横浜市立瀬谷中学校 |

## 事業所
2021年（令和3年）現在の経済センサス調査による事業所数と従業員数は以下の通りである。
| 丁目       | 事業所数  | 従業員数 |
| ---------- | --------- | -------- |
| 瀬谷一丁目 | 38事業所  | 523人    |
| 瀬谷二丁目 | 25事業所  | 130人    |
| 瀬谷三丁目 | 47事業所  | 381人    |
| 瀬谷四丁目 | 222事業所 | 2,007人  |
| 瀬谷五丁目 | 61事業所  | 367人    |
| 瀬谷六丁目 | 43事業所  | 312人    |
| 計         | 436事業所 | 3,720人  |

### 事業者数の変遷
経済センサスによる事業所数の推移。
| 年                 | 事業者数 |
| ------------------ | -------- |
| 2016年（平成28年） | 507      |
| 2021年（令和3年）  | 436      |

### 従業員数の変遷
経済センサスによる従業員数の推移。
| 年                 | 従業員数 |
| ------------------ | -------- |
| 2016年（平成28年） | 3,874    |
| 2021年（令和3年）  | 3,720    |

## 交通

### 鉄道
- 相模鉄道本線 - 瀬谷駅が置かれている。

### 道路
- 神奈川県道45号丸子中山茅ヶ崎線（中原街道）
- 神奈川県道40号横浜厚木線（厚木街道）
- 神奈川県道401号瀬谷柏尾線
- 横浜市主要地方道18号環状4号線（海軍道路）

## 施設
- 横浜市立瀬谷地区センター

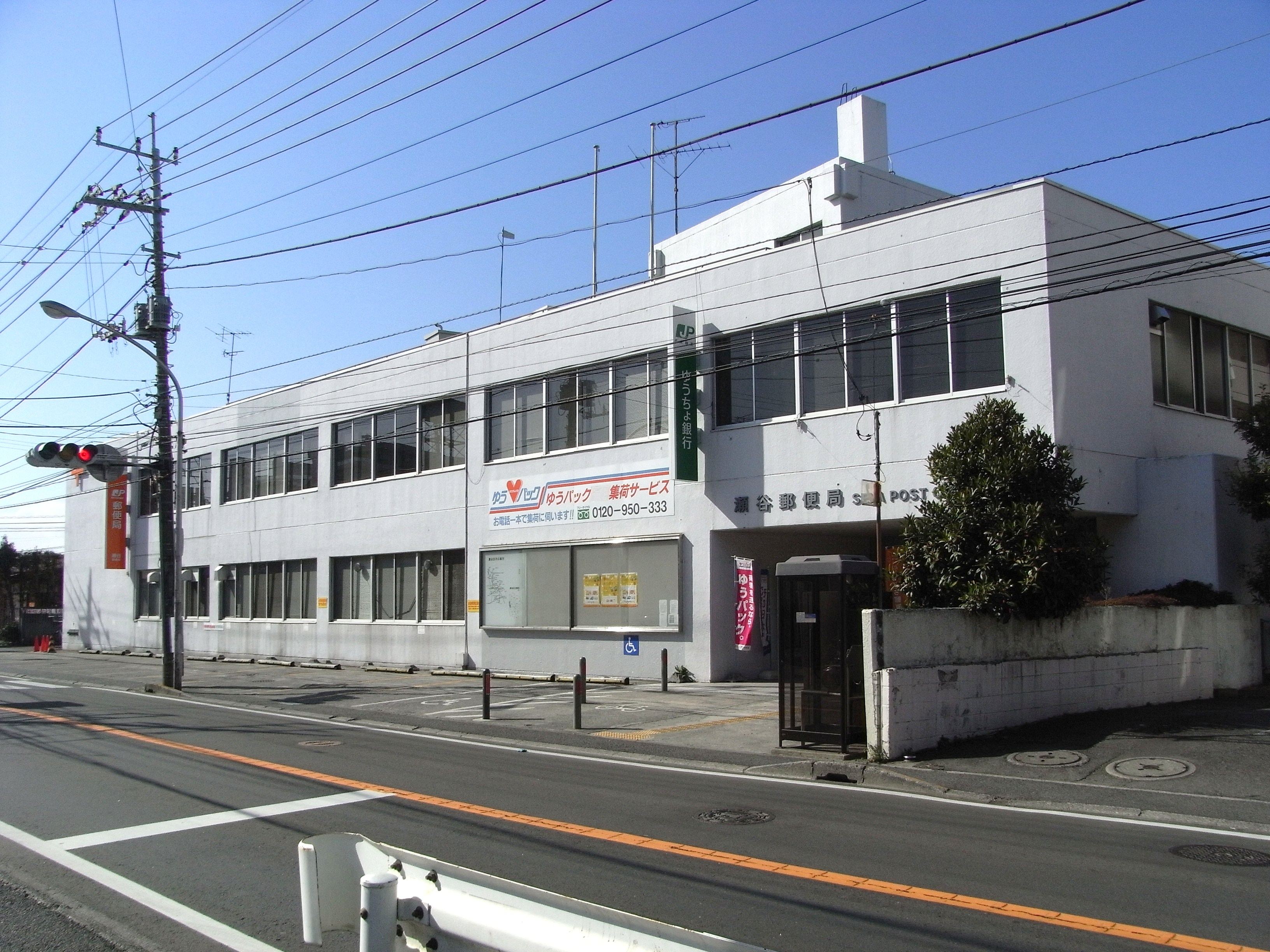
瀬谷郵便局

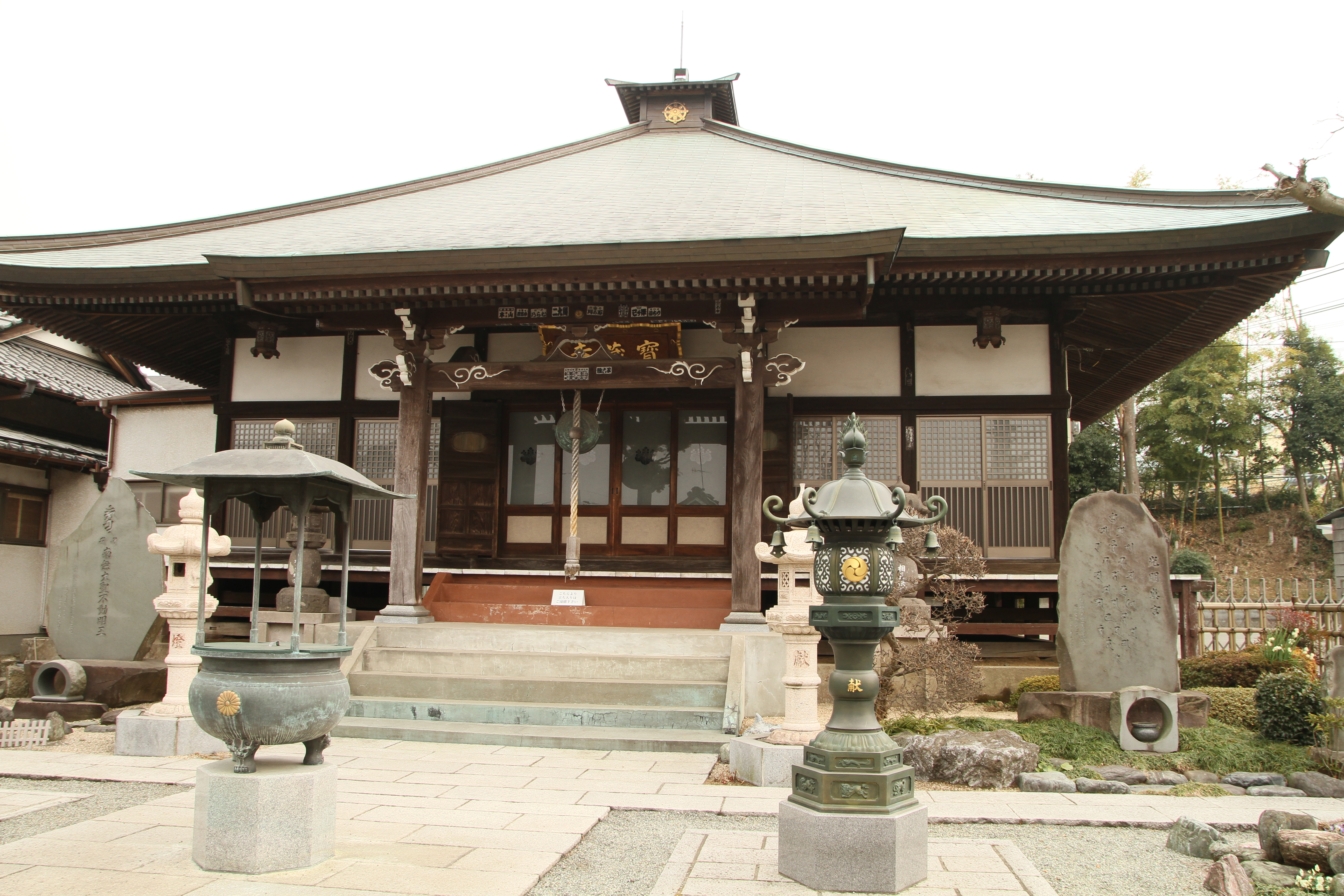
寶蔵寺

- 横浜市瀬谷区民文化センター（通称:あじさいプラザ）
- 瀬谷郵便局
- 医療法人社団聖仁会 横浜甦生病院
- 寶蔵寺

## その他

### 日本郵便
- 郵便番号 : 246-0031[3]（集配局：瀬谷郵便局[18]）。

### 警察
町内の警察の管轄区域は以下の通りである。
| 町丁       | 番・番地・地域等 | 警察署     | 交番・駐在所 |
| ---------- | ---------------- | ---------- | ------------ |
| 瀬谷一丁目 | 全域             | 瀬谷警察署 | 瀬谷駅前交番 |
| 瀬谷二丁目 | 全域             | 瀬谷警察署 | 瀬谷駅前交番 |
| 瀬谷三丁目 | 全域             | 瀬谷警察署 | 瀬谷駅前交番 |
| 瀬谷四丁目 | 全域             | 瀬谷警察署 | 瀬谷駅前交番 |
| 瀬谷五丁目 | 全域             | 瀬谷警察署 | 瀬谷駅前交番 |
| 瀬谷六丁目 | 全域             | 瀬谷警察署 | 瀬谷駅前交番 |